# 야부타 미쓰노리
야부타 미쓰노리(일본어: 藪田 光教, 1976년 5월 2일 ~ )는 일본의 전 축구 선수이다.

## 구단 경력
과거 베르디 가와사키, 요코하마 FC, 비셀 고베, 아비스파 후쿠오카, FC 기후에서 활동하였다.

## 국가대표팀 경력
그는 1995년 FIFA 세계 청소년 축구 선수권 대회에 참가할 일본 U-20 국가대표팀에 발탁되었으며, 2경기에 출전했다.